# Aérodrome de Sokodé
 (mars 2024).
L'aéroport de Sokodé est un aéroport desservant Sokodé au Togo.